# ローフェルデン
ローフェルデン (ドイツ語: Lohfelden) は、ドイツ連邦共和国ヘッセン州カッセル郡に属す町村（以下、本項では便宜上「町」と記述する）である。

## 地理
フォルマースハウゼン地区およびオックスハウゼン地区をヴァーレバッハ（またはファーレンバッハとも呼ばれる）が流れている。ローフェルデンの南には森に覆われた中低山地であるゼーネ山地が接している。町内では大規模な砂の採掘が行われており、壁砂、化粧塗りの砂や砂岩など様々な形態の砂が採掘されている。坑の一部は掘り出した砂や石くずで埋め戻され、タンネンコプフ山を形成している。クルムバッハとオックスハウゼンとの間に新しい町の中心であるハウプト通り（本通り）がある。この通りの南にランゲ通りがある。町役場はこの通りの端にあり、多目的ホールや総合学校がこの通り沿いにある。クルムバッハとローフェルデンとの間には「グリューネ・ミッテ」という名の公園がある。町内の平地の広さを理由に、専ら旧中心部が建て込んでおり、ローフェルデンは古くから住宅地に広い通り、それに隣接して産業地域や緑地が設けられていた。

### 自治体の構成
自治体としてのローフェルデンは、クルムバッハ、オックスハウゼン、フォルマースハウゼンの各地区からなり、カッセル＝ヴァルダウおよびローフェルダー・リュッセルの2つの工業地域が町域の大きな部分を占める。

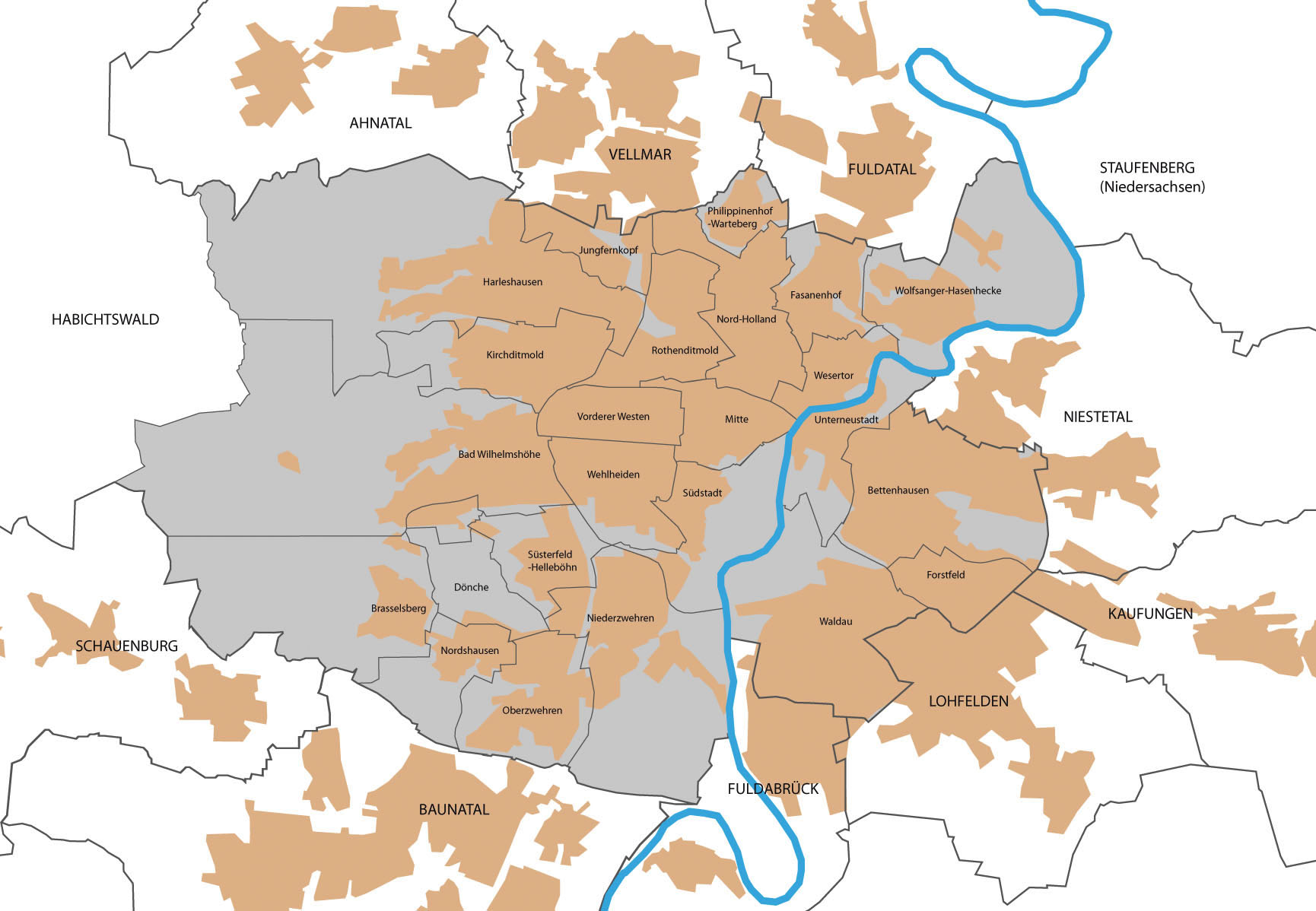
カッセル市（灰色部分）周辺地図。オレンジ色は市街地を示しており、ローフェルデンとカッセルの市街地が一体化していることが分かる。

### 隣接する市町村
ローフェルデンは、北西は郡独立市カッセル、北東から東にかけてはカウフンゲン、南はゼーレヴァルト、西はフルダブリュック（以上3町村はいずれもカッセル郡）と境を接する。この町はカッセル市の「アーバン・ゾーン」に含まれる。

## 歴史
10世紀から11世紀に、カッセル東側の開墾地が住民に授けられた。耕地や地所が永代借地権の形で与えられたのである。後に、これらは皇帝から修道院に寄贈された。1008年にマインツの聖アルバン修道院がクルムバッハの権利を入手し、14世紀から15世紀にマインツ大司教、カウフンゲン修道院、ヴァイセンシュタイン修道院、アーナベルク修道院、聖マルティン修道院、カルメル会修道院がこれに続いた。フォルマースハウゼン、クルムバッハ、オックスハウゼンの3つの村は、フォルマースハウゼンのボダイジュの前に共同の法廷を有していた。
1941年6月1日、クルムバッハとオックスハウゼンは、カッセルのオーバープレジデントの決定により、合併して新しい自治体ローフェルデンを形成することとなった。この名前は、耕牧地の名前「アウフ・デム・ロー」(Auf dem Loh) に由来する。この名前は、クルムバッハとフォルマースハウゼンの間の公園と農地を指していた。かつて町域内には、旧カッセル飛行場前にフィーゼラー飛行機製造カッセルがあり、Fi 156 シュトルヒの製造で知られていた。現在もその前の通りは「アム・フィーゼラー・ヴェルク」と名付けられており、かつてをしのばせる。
両地区の間にジートルング（住宅地）が建設された。これは1919年にはすでに計画されており、1930年代末にハンスゲオルク・エヒラーの設計に基づき実現した。この建築様式は、古典主義時代の大都市風公園都市を目指したものであった。計画の基礎には、ローフェルデンをカッセルのフォアシュタット（衛星都市）に発展させようという意図があった。完成時には、ジートルングは人口12,000人で、郡立病院も備える計画であった。フルダ川に面したカッセル寄りの土地が空いていることは分かっていたが、将来近郊保養地とするために、宅地の造成は控えられた。最終的にはアウトバーン A7号線の建設が、この土地への無制限なアクセスを妨げることとなった。1951年に町役場が完成したが、第二次世界大戦によって広大な公園都市という野心的な計画は時代遅れのものになっていた。1966年にゼーレ鉄道が廃止され、その軌道跡は自転車道と緑地に造り替えられた。
1970年12月1日、ヘッセン州の地域再編に伴い、フォルマースハウゼンがローフェルデンに合併した。新しい町役場は、旧ローフェルデンとフォルマースハウゼンとの間に建設された。カッセルはこの裕福なフォアシュタットを合併しようと画策し、内務省に提案書を提出した。2つの投票（町議会の採決と住民投票）でローフェルデンは、反対の意思を示した。しかし、1975年に町域の一部をカッセルに譲渡しなければならなかった。町はカッセルと共同で、1971年と2009年に2つの工業地域を整備した。

### 人口推移
カッセル地域では、一般的に人口は減少傾向にある。これに反してローフェルデンは、1995年から2006年までの間に約 6% 以上増加しており、バウナタールに次いで2番目に高い人口増加率を示している。この地域では、この2つの町だけが継続的な発展を示している.。

## 宗教

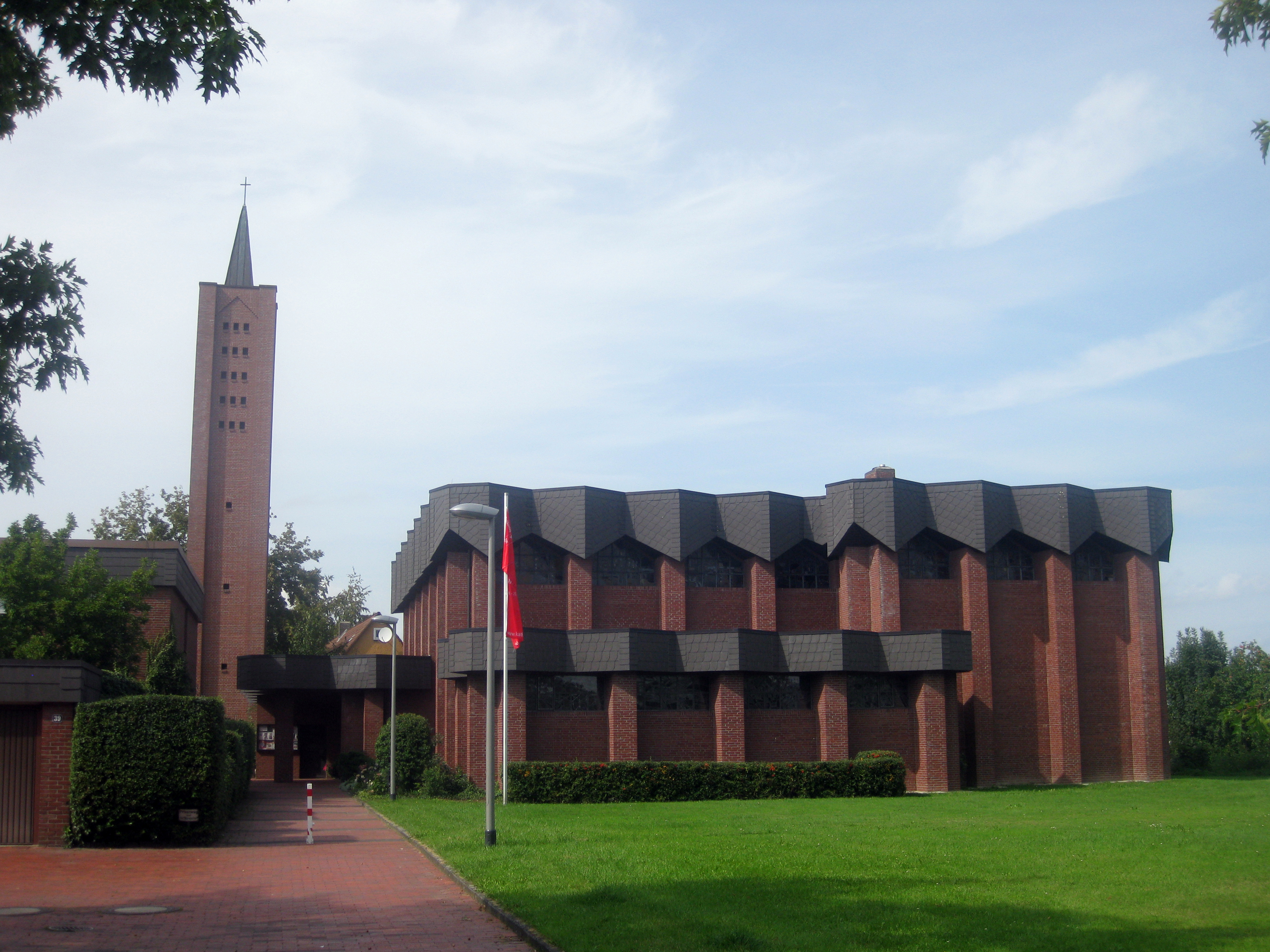
聖ヨハネス・ボスコ教会

公式には1526年のホムブルク教会会議によってこの地域の宗教改革がなされた。クルムバッハ地区とオックスハウゼン地区にはローフェルデン・プロテスタント教会組織があり、これとは別にフォルマースハウゼン・プロテスタント教会組織がある。カッセルラント教会クライスに属していた部分は、1982年からカウフンゲン教会クライスに属している。カッセルから工業地域が進展してくるのに伴って、ヴェスターヴァルトやザールラントからのカトリック信者が増えていった。1939年からクルムバッハのプロテスタント教会内ではカトリックの神事が行われていたが、1949年のクリスマスに新しい教会聖ヨハネス・ボスコ教会が完成し、さらに1977年にはヨーゼフ・ビーリングの設計による新しい教会が造られた。

## 行政

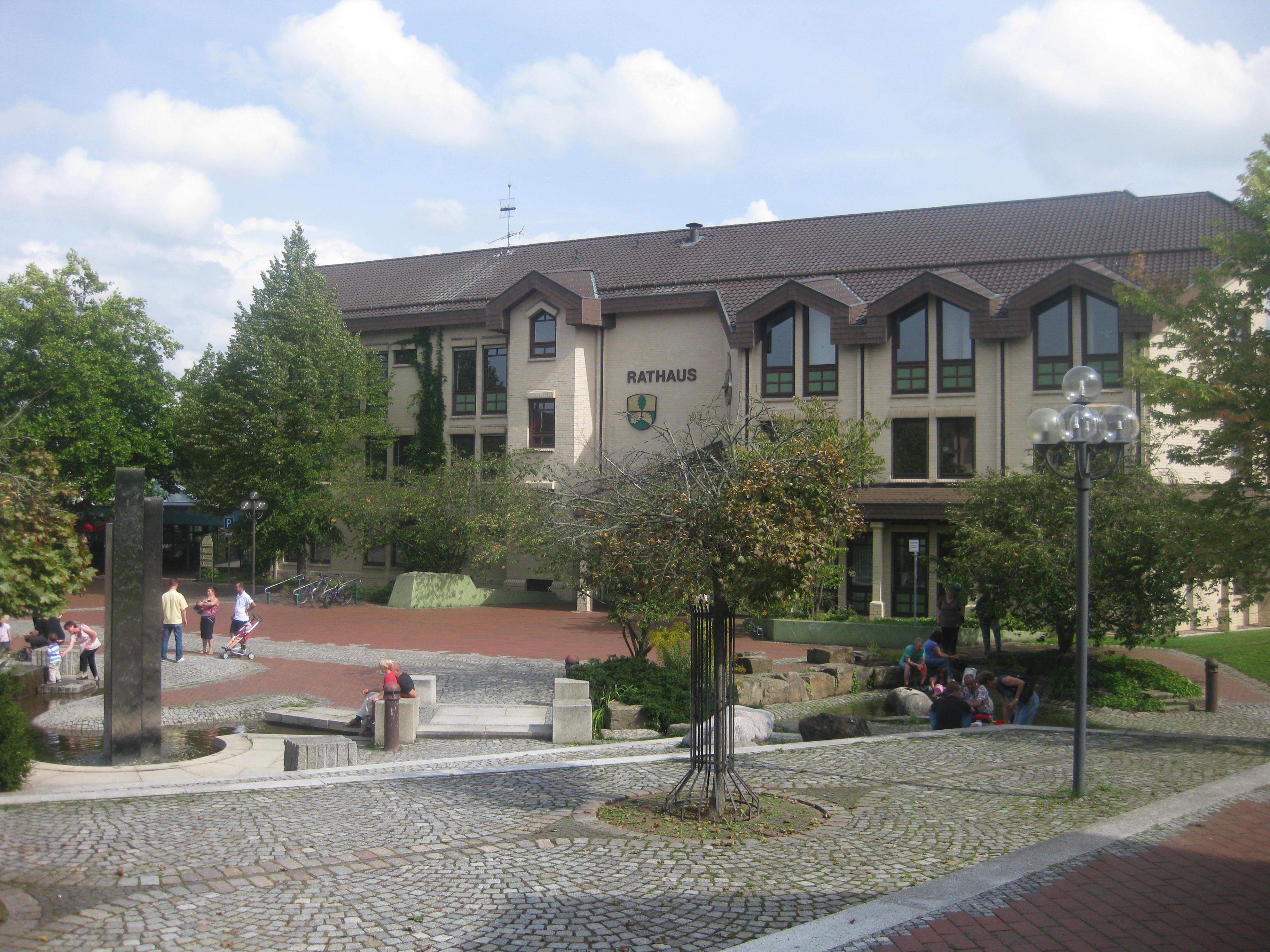
ローフェルデンの町役場

### 議会
この町の議会は、37議席からなる 。

### 首長
- 1945年 - 1950年: パウル・アルトハンス (SPD)
- 1950年 - 1952年: ハインリヒ・マルシュ (SPD)
- 1952年 - 1965年: ヴィルヘルム・リヒター (SPD)
- 1965年 - 1970年: ゲルハルト・キューネ (SPD)
- 1970年 - 1992年: ヴァルター・クノッヘ (SPD)
- 1992年 - 2004年: ベルンハルト・ブランク (SPD)
- 2004年 - : ミヒャエル・ロイター (SPD)

### 姉妹自治体
- ベルク・イム・ドラウタール（ドイツ語版）（オーストリア、ケルンテン州）1988年6月25日
- トルトノフ（チェコ語版）（チェコ、フラデツ・クラーロヴェー州）2007年2月23日
- アルカラ・ラ・レアル（スペイン、ハエン県）

## 文化と見所

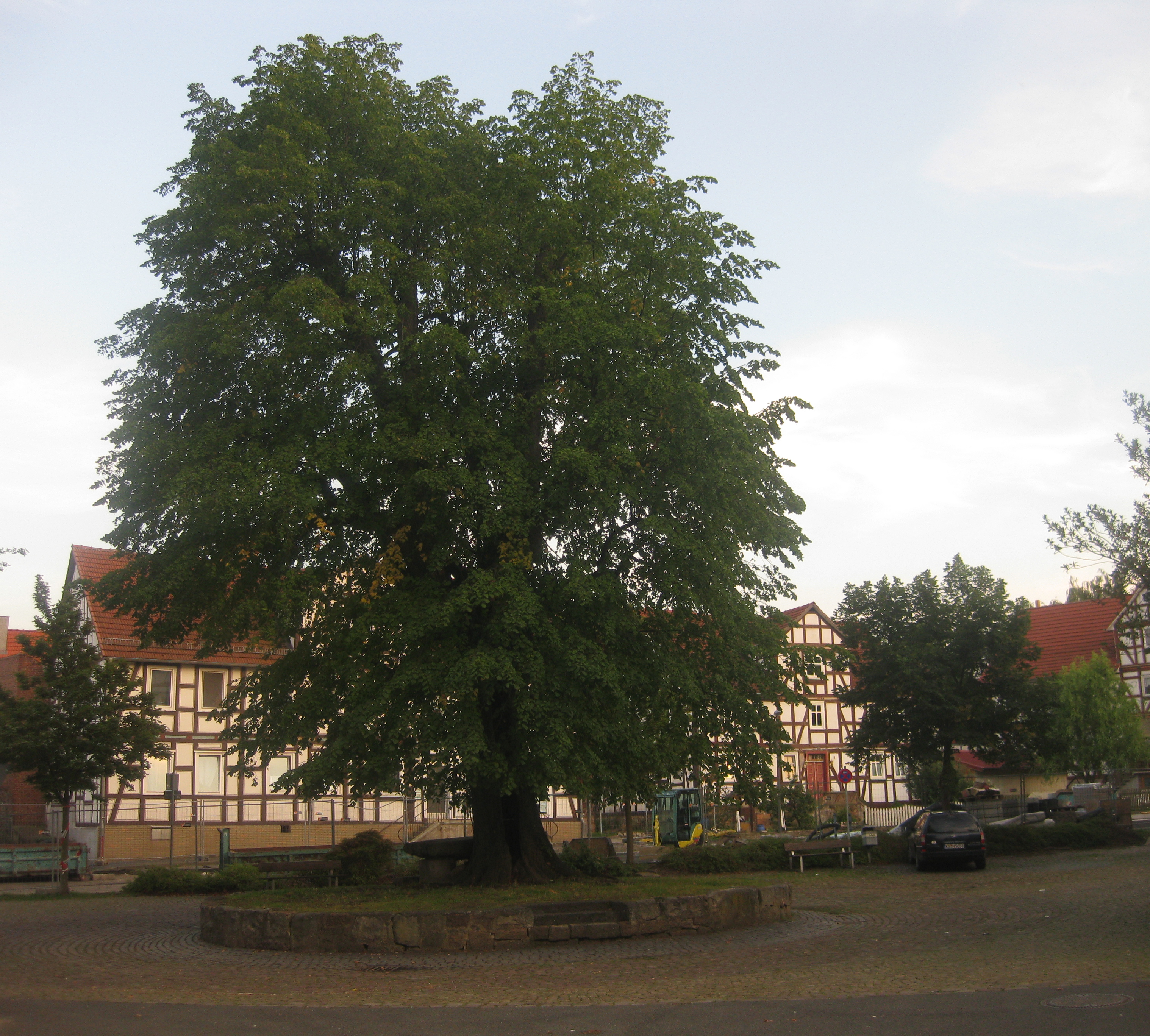
ファルマースハウゼンのボダイジュの木

### 見所
- ヘッセン馬車博物館
- クルムバッハのプロテスタント教会、円形の教会塔（12世紀建造の旧防衛塔）
- ジートルング（計画され、一部だけが実現された）
- オックスハウゼンのプロテスタント教会（ゴシックのホール式教会）
- フォルマースハウゼンの古代墓地跡（青銅器時代後期から鉄器時代前期）
- フォルマースハウゼンのプロテスタント教会（古典主義時代初期の建築）
- フォルマースハウゼンの法廷とボダイジュの木
- オーバーミューレ

出典: Eco Pfad Kulturgeschichte Lohfelden

## 経済と社会資本

### 経済
主にこの町の町域内にあるカッセル＝ヴァルダウの開発は1971年から始まった。1975年に1,665人であった雇用は、2002年には 4,100に拡大した。2009年からカッセル市は第2の産業地域ローフェルダー・リュッセルの開発に成功した。その概念は、地元で同じ名で呼ばれているA49号線の起点に由来する。また、同名の長距離トラック用駐車場でも知られている。

### 公共施設

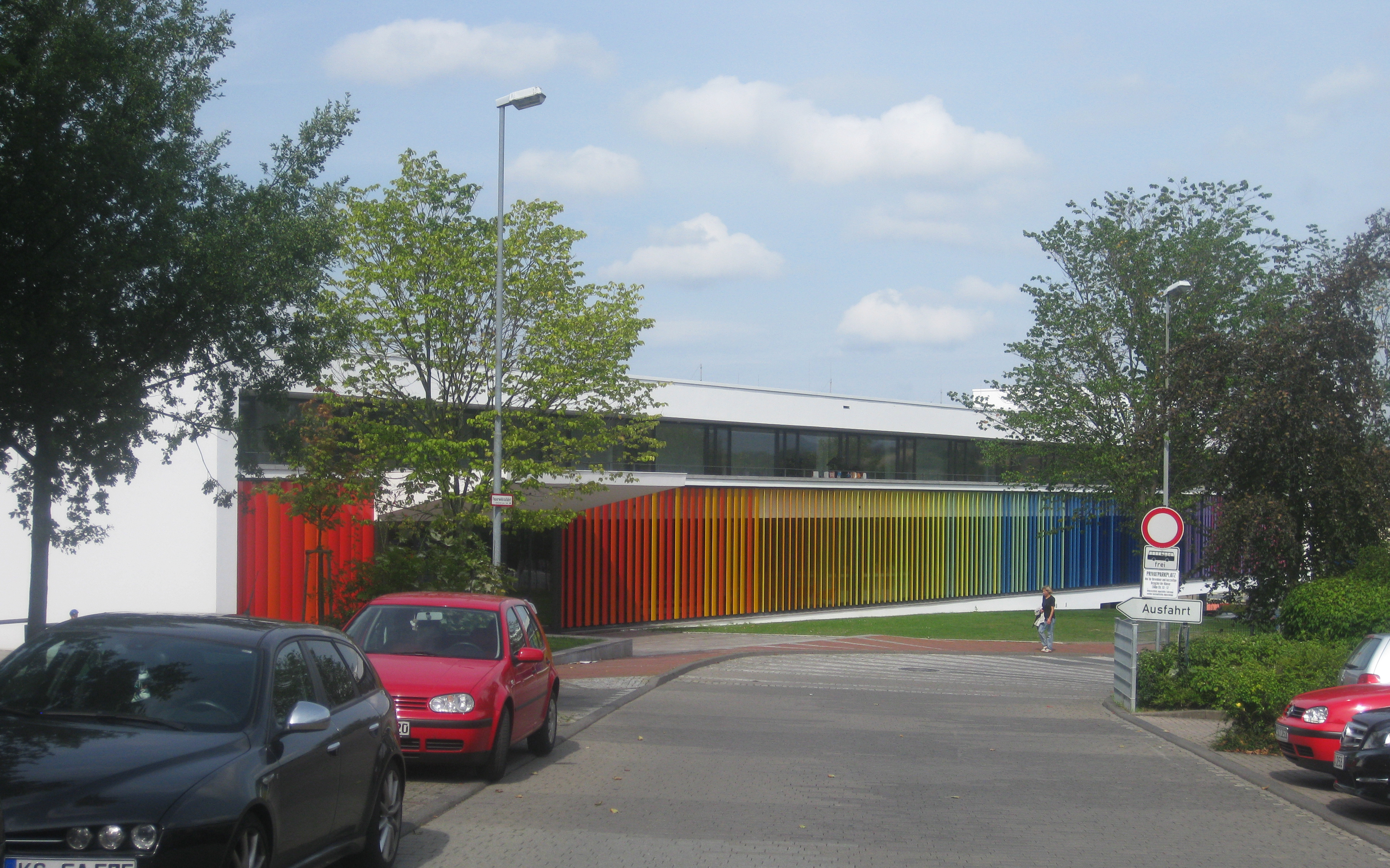
ゼーレシューレ

#### 学校、養護施設
ローフェルデンは、クルムバッハのレーゲンボーゲンシューレとフォルマースハウゼン基礎課程学校の2つの基礎課程学校を有している。この他にオックスハウゼン地区には総合学校（ゼーレシューレ）がある。さらにローフェルデンには5つの幼稚園、2つの託児所、2つの老人ホーム、1つの老人保養施設がある。（以上の記述は2007年12月31日現在の状況である）

#### スポーツ施設

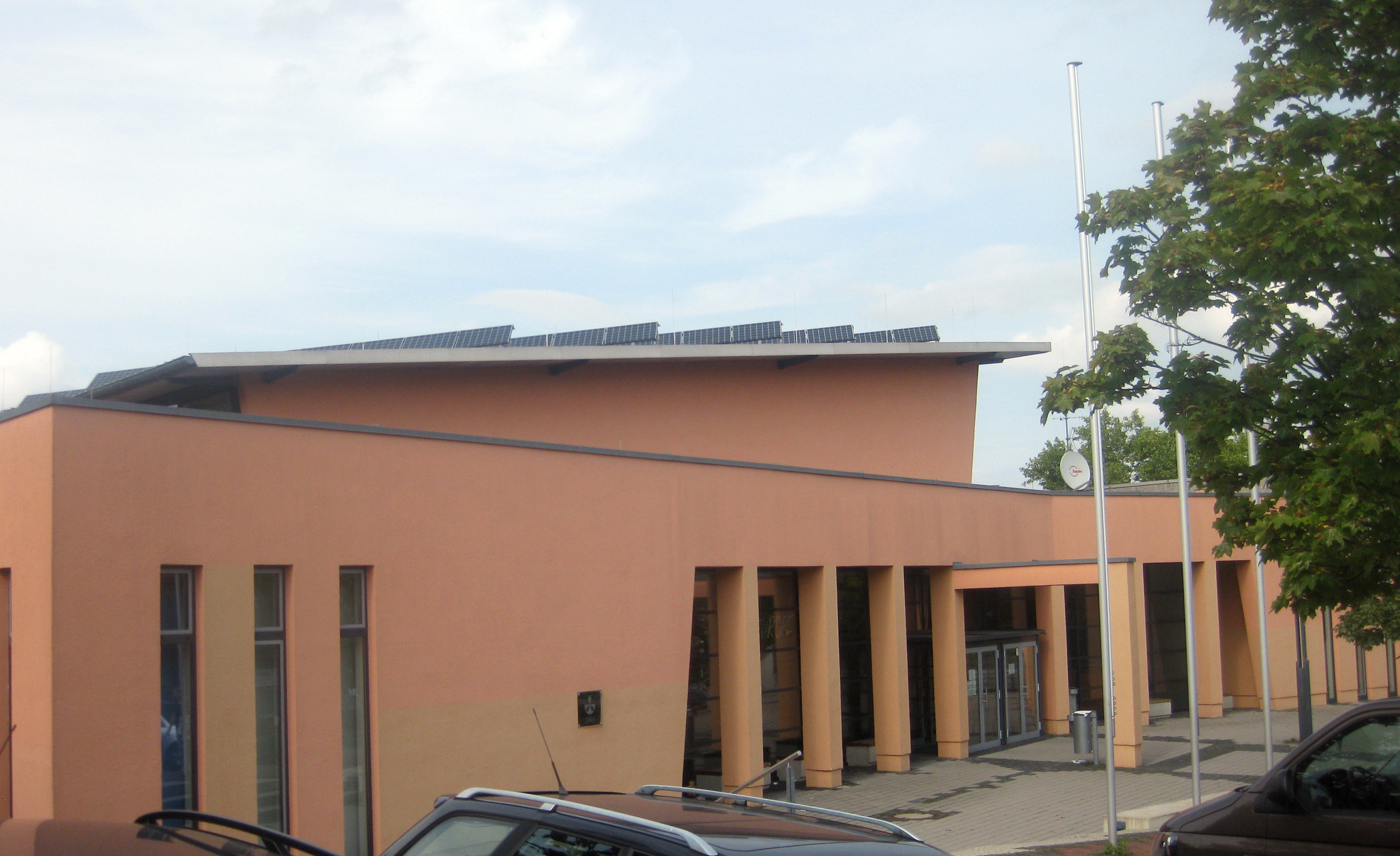
多目的ホール

ローフェルデンには4つの体育館と2つのサッカースタジアムがある。
- 2003年に建設されたランゲン通りの多目的ホール
- ゼーレシューレの体育館
- レーゲンボーゲンシューレのヴィルヘルム・リヒター・ハレ
- フォルマースハウゼン体育館
- ノルトヘッセンシュターディオン（天然芝グランド1面、人工芝グランド2面）
- フォルマースハウゼン・サッカー場（天然芝グランド1面、人工芝グランド1面、「ボルトプラッツ」1面）

さらにローフェルデンには屋外プールと基礎課程学校の小さな屋内プールがある。
スポーツクラブ
- FSC ローフェルデン（サッカークラブ）
- FSK ローフェルデンには様々なスポーツ種目がある。サッカー、体操、陸上競技、バドミントン、テニス、ダンス、卓球、ウィンタースポーツやハンドボールなどである。
- FSK フォルマースハウゼン

### 交通

#### 道路
南北に走るアウトバーン A7号線がローフェルデン脇を通っており、カッセル南ジャンクションで A44号線が、カッセル中央ジャンクションで A49号線が分岐する。A7号線はカッセルから東に位置するローフェルデンを分離している。北部を連邦道 B7号線がカウフンゲン方面に通っている。

#### 鉄道
1966年まで、ゼーレ鉄道がこの町を通っていた。自転車道に造り替えられている軌道跡を路面電車の軌道として再活用する案は町に拒否された。1998年のこの旧案の欠点は、町を中途半端に結ぶだけであった点で、2010年からフォルマースハウゼン経由でゼーレヴァルトまでを結び、バス路線と置き換えるという新しい案が検討されている。
1983年から、工業地域内を工業幹線が通っている。2001年にここに貨物輸送センターが設けられ、2004年には11,841両の積み替えがなされた。

#### 公共交通機関
カッセル交通会社の第35系統および37系統のバス路線が、10分間隔でローフェルデンに運行している。カッセルのケーニヒスプラッツからフォルマースハウゼンまでの所要時間は37系統で25分である。

## 雑学
テンジクアオイの Storchenschnabel Lohfelden はこの町にちなんで名付けられた。

## 引用
1. ↑  Hessisches Statistisches Landesamt: Bevölkerung in Hessen am 31.12.2023 (Landkreise, kreisfreie Städte und Gemeinden, Einwohnerzahlen auf Grundlage des Zensus 2011)]
2. ↑  Angela Pitzschke: Lohfelden. Drei Dörfer - ein Ort. Geschichte und Geschichten, p. 145 1996
3. ↑  H. Schroedel, in: Akademie für Raumforschung und Landesplanung: Zur Abgrenzung und inneren Gliederung städtischer Siedlungsagglomerationen, p. 142, 1976
4. ↑  Angela Pitzschke: Lohfelden. Drei Dörfer - ein Ort. Geschichte und Geschichten, p. 83 1996
5. ↑  Mainzer Urkundenbuch, Band 1: Die Urkunden bis zum Tode Erzbischofs Adalberts I. (1137), bearbeitet von Manfred Stimming, Darmstadt 1932 (ND 1972), Nr. 439.
6. ↑  Streifzüge durch 900 Jahre Ortsgeschichte Crumbach und Ochsenhausen 1102–2002, herausgegeben vom Gemeindevorstand der Gemeinde Lohfelden, 2001.
7. ↑  Angela Pitzschke: Lohfelden. Drei Dörfer - ein Ort. Geschichte und Geschichten, p. 17 1996
8. ↑  Angela Pitzschke: Lohfelden. Drei Dörfer - ein Ort. Geschichte und Geschichten, p. 279 1996
9. ↑  Angela Pitzschke: Lohfelden. Drei Dörfer - ein Ort. Geschichte und Geschichten, p. 346 1996
10. ↑  http://spdnet.sozi.info/hessen/kassel/vollmarshsn/dl/festschrift100-web.pdf
11. ↑  Michael Glatthaar: Stadtregionale Verbände. Lösung des Steuerungsdilemmas in schrumpfenden Regionen. S. 68 Quelle Statistik Hessen
12. ↑  町議会議員選挙結果
13. ↑  Eco Pfad Kulturgeschichte Lohfelden
14. ↑  http://www.lohfelden.de/w3a/cms/Hessenfinder/Allgemeines/index.28074.html
15. ↑  http://www.lohfelden.de/w3a/cms/Rathaus/Gemeindeinformation/Statistik/index.9338.html
16. ↑  http://www.hna.de/nachrichten/kreis-kassel/lohfelden/gemeinde-will-entscheidung-ueber-vorstudie-herbst-faellen-684153.html#598697 Bericht der HNA（2010年3月22日付け）